# Caballo Blanco
Caballo Blanco är en ort i Mexiko.   Den ligger i kommunen Atoyac och delstaten Veracruz, i den sydöstra delen av landet, 260 km öster om huvudstaden Mexico City. Caballo Blanco ligger 371 meter över havet och antalet invånare är 188.
Terrängen runt Caballo Blanco är platt åt sydost, men åt nordväst är den kuperad. Runt Caballo Blanco är det ganska tätbefolkat, med 172 invånare per kvadratkilometer. Närmaste större samhälle är Córdoba, 19,8 km väster om Caballo Blanco. Omgivningarna runt Caballo Blanco är en mosaik av jordbruksmark och naturlig växtlighet.